# Okinawa (by)
 For alternative betydninger, se Okinawa. (Se også artikler, som begynder med Okinawa)
Okinawa (沖縄市 Okinawa-shi) er en by i Japan.
Okinawa ligger på den centrale del af øen Okinawa i økæden Ryukyuøerne, der strækker sig i en bue sydvest fra øen Kyushu, den sydligste af de store japanske øer, til Taiwan. Byen har 142.094(2021) indbyggere og ligger ca. 20 kilometer nord for byen Naha, der er hovedby i Præfekturet Okinawa.